# エービーシー
株式会社エービーシーは、愛媛県松山市勝山町に本社を置き、スーパーマーケットなどを展開していた企業。オール日本スーパーマーケット協会（AJS）に加盟していた。

後述のフジとの関係後の｢スーパーABC｣の現況についてはフジマート四国も参照のこと。

## 概要
愛媛県松山市内で食品スーパーの「スーパーABC」・「スーパーZ」・酒店「お酒のバッカス」を6店舗展開していたが、近年の個人消費の低迷や小売業の競争激化等で経営環境が悪化。2014年にフジに対して事業立て直しの協力を要請した。
7月7日にフジと事業譲渡等で基本合意契約を締結。エービーシーの運営する5店舗の営業権をフジが新設する「フジマート四国」に、不動産をフジの子会社の西南企画に譲渡し、9月1日より新会社による事業を開始した。フジはエービーシーの店舗と店舗名をそのまま使用するほか、従業員136人も継続雇用する方針である。
8月31日にエービーシー･スーパーゼットでの営業を終了し、9月1日よりフジマート四国により営業を開始した。

## 店舗
- 上一万本店（松山市勝山町）
- 道後南店（松山市持田町）
- 石井店（松山市北土居）
- 久米店（松山市鷹ノ子町）
- ゼット店（松山市水泥町）
- 酒のバッカス（松山市北土居町）

### かつて存在した店舗
- 空港通り店